# وحيدة العظمة
وحيدة العظمة (-21 كانون الثاني 2020) أول طبيبة أطفال سورية وضابط سابق في الجيش العربي السوري برتبة ملازم أول.

الملازم أول وحيدة العظمة

هي ابنة لأسرتين من أعرق الأسر الدمشقية، فأبوها ضابط من أسرة العظمة المحافظة التي تولى عدد كبير من أفرادها مناصب كبيرة في الدولة العثمانية، وأمها تنحدر من أسرة «المهايني» الذين عرفوا بالميل إلى الانفتاح وحب الثقافة.

## حياتها العائلية
توفيت والدتها وهي ما زالت يافعةً فوقع عليها عبء العناية بأخواتها السبعة كونها بكر العائلة، تعايشت مع الحياة الرتيبة داخل المنزل واستطاعت التغلب على كل السلبيات الموجودة، ساعدها على ذلك والدها الذي أقام في تركيا في مقتبل الشباب ودرس في مدارس استانبول، والتحق بكليتها الحربية، فكان يحمل فكراً متنوراً عند عودته لدمشق، والذي كان له تأثير كبير في ثقافة العائلة حيث ساوى بين البنين والإناث، وإيمانه منه بالمساواة جعله يختار لأبنائه وبناته مدرسة مختلطة، أمضت دراستها على مقاعدها في كافة المراحل التعليمية، وتخرجت منها حاملة الشهادة الثانوية السورية والفرنسية.
تزوجت الدكتورة «وحيدة» في عام /1953/ من أحد زملائها الأطباء وسافرت معه إلى المملكة العربية السعودية وبقيت هناك لمدة عام ونصف تعمل كطبيبة رافقت زوجها لحين مرضه المفاجئ ووفاته عام /1956/، فعادت إلى دمشق وهي تحمل في أحشائها طفل، هو ابنها الوحيد وهو يعمل كطبيب في الولايات المتحدة الأمريكية.

## دراستها
كانت «وحيدة العظمة» تطمح بأن تكون كاتبة، أو عالمة نظراً لحبها للأدب وتفوقها بالعلوم، إلا أن آمالها خابت عند بوابة الجامعة السورية، التي اقتصرت مدرجاتها على مدرستي الطب والحقوق، أو كان عليها الالتحاق بمدرسة المعلمات والعمل في سلك التربية والتعليم، فآثرت اختيار مدرسة الطب، حيث سبقتها إليها عدة من بنات جيلها 
إلا أنها الأولى في ممارسة مهنة الطب ميدانياً، كانت الجامعة السورية ترحب بكل من أراد ارتيادها من العرب والأجانب، وبالرغم من ذلك كان عدد الطلاب محدوداً لا يتجاوز السبعين طالباً، وكانت هي الطالبة السورية الوحيدة، مع زميلة لها من العراق الشقيق، وعن ذلك تحدثت بالقول:
«استغرقت دراسة الطب سبع سنوات في مرحلتيه الأولى النظرية، والثانية السريرية، وكانت قاعات التدريس تقع في التكية السليمانية، قريباً من بناء خصص بعض أقسامه لاستضافة الجثث الضرورية لدراسة علم التشريح، وكانت تمقت منظر الهياكل العظمية برائحة الفورمول المعروضة للبيع في ساحة المشرحة، لكن كانت حصص الدروس السريرية أكثر إثارة، لما فيها من معرفة وخبرة، وأذكر من أساتذتي الأساتذة «مرشد خاطر، نظمي القباني، حمدي الخياط، شوكت الشطي وحسني السبح»، ومن الصيادلة الأساتذة «عبد الوهاب القنواتي»، وكان هؤلاء الرواد ممن أشرفوا في بداية القرن الماضي على المعهد الطبي».
تقدمت الدكتورة وحيدة أثناء دراستها في السنة الأخيرة لمسابقة المقيمين ونجحت فيها، مما خولها للعمل في قاعات المرضى وغرف الإسعاف في مشفى يستقبل حالات الطوارئ الوافدة من مدينة دمشق بأكملها، تخرجت من كلية الطب في دمشق عام 1949 تحمل شهادة الدكتوراه في الطب.

## حياتها المهنية

### في الجيش
كانت قد ترددت خلال الحرب العربية الإسرائيلية عام 1948 على مستشفى المزة العسكري لمعالجة الجرحى الوافدين إليه؛ وتصادف وجودها مع إعلان قيادة الجيش العربي عن مسابقة لقبول أطباء عسكريين، فتقدمت لهذه المسابقة وعُينَت بوظيفة طبيبة برتبة ملازم أول في الجيش العربي السوري لتكون الثانية بين بنات جنسها التي تقتحم هذا المجال بعد المناضلة "نازك العابد"، وكان ذلك عام1950.
أوُفدت في العام التالي من قبل قيادة الجيش إلى فرنسا للتخصص في طب الأطفال، إلا أنها لم تكن طبيبة عادية بل كانت طالبة استثنائية طموحة تابعت دروس السريريات في مشافي الأطفال الجامعية والعسكرية بشغف، وتشبّعت بالديمقراطية العلمية الصحيحة من خلال مراقبتها لمحيطها الذي تعايشت معه، ونقلته إلى بلادها بعد عودتها من الإيفاد.
حصلت الدكتورة «العظمة» على شهادة اختصاص في طب الأطفال من جامعة باريس وفي مرحلة لاحقة حصلت على شهادة اختصاص في طب الأطفال الاجتماعي من المركز الدولي للطفولة في باريس، وعملت بعد عودتها من فرنسا في مستوصفات وزارة الدفاع السورية، كرئيسة أطباء وطبيبة أطفال.

### في العمل الأهلي
مارست العمل النقابي، وتم انتخابها عضواً لمرات عدة لنقابة الأطباء السورية، كذلك أسهمت في تأسيس جمعية أطباء الأطفال السورية، وشغلت منصب أمانة السر فيها لعدد من الدورات، كذلك كانت عضو في هيئة تحرير المجلة الطبية السورية، الصادرة عن نقابة الأطباء السوريين، لمدة لاتقل عن ربع قرن، وشاركت في تحرير مجلة الطبيب الصادرة في باريس باللغة العربية لخمس سنوات.
أسهمت الدكتورة «وحيدة العظمة» بتأسيس جمعية تنظيم الأسرة التي أعلن عنها عام 1974، شغلت عضويتها، كمتطوعة لمدة تقارب الخمس والعشرين عاماً، وتم انتخابها عضواً في اللجنة التنفيذية لإقليم العالم العربي في الاتحاد الدولي لتنظيم الأسرة.
تقدمت عام 2000 بطلب إحالتها على التقاعد من فرع دمشق في نقابة الأطباء السورية، بعد أن أغلقت عيادتها الخاصة التي استقبلت فيها مئات الألوف من الأطفال وعالجت فيها الخدج.
كرمت من قبل السيدة الأولى في عام /2003/ ضمن من كرموا لتفانيهم في خدمة الوطن والأسرة، بمناسبة التكريم تقول الدكتورة «وحيدة»: «لا أعتبر التكريم شخصياً وإنما هو رمز لتكريم أجيال من نساء كسرن قيوداً كثيرة وتمردن على عادات وتقاليد موروثة، في مجتمع ذكوري راكد. من خلال المشاركة بالحياة العامة مع المحافظة على حرمة الأسرة، أنا فرحة لازدياد عدد المتعلمات ودخول المرأة مجالات عدة وبلوغها مناصب إدارية مهمة ومشاركتها في الحياة السياسية في الدولة».

## مؤلفات
في إطار المهام التي عهدت إليها قامت بترجمة بعض الكتب التثقيفية من اللغة الفرنسية إلى اللغة العربية، كما قامت بنشر عدد كبير من الأبحاث حول موضوعات صحية تهم الأسرة، كذلك ترجمة مواضيع ذات صلة غير مباشرة بتنظيم الأسرة منها الانفجار السكاني في العالم، التربية السكانية، ألفت كتب عدة حول الأمومة والطفولة وصحة الأسرة بتكليف من مديرية محو الأمية في وزارة الثقافة، استهدف المشروع شريحة اجتماعية تحتاج بإلحاح إلى التوعية حول هذه المواضيع حيث حاولت من خلال هذه المؤلفات إعطاء المعلومة الطبية الصحيحة بإسلوب بسيط شيق.